# Мольфар
Мольфа́р — в українській гуцульській культурі так називають чоловіка, якому приписується наділеність надприродними здібностями. Мольфар поєднує риси знахаря, чарівника та ворожбита. До певної міри гуцульські мольфари є відповідниками козацьких характерників.

## Етимологія
Походження слова «мольфар» неясне, припускають запозичення з романських мов: пор. італ. malfare — «робити зло».

## Образ і заняття
До занять мольфарів належить розгадування віщих снів, позбавлення від вроків, зняття заклять, знахарство; насилання лиха на людей, їхню худобу та майно.
Здатність мольфарів робити як користь, так і шкоду, відображена в уявленнях про їхнє чаклунство («мольфу»), що буває «білим» і «чорним». Чаклування при цьому супроводжується християнською символікою й обрядовістю. Наприклад, мольфару потрібно щонеділі ходити в церкву, сто разів прочитати молитву, проте робити це з особливою, таємною, специфікою. Під покровительство одного мольфара відводилося село чи група сіл. Він міг мати вигадане, добре відоме серед місцевих жителів ім'я, щоб чужинці не могли його відшукати. Важливий елемент мольфарства — відсутність платні за чаклунські послуги.
За повір'ям, мольфар мусив передати свої здібності наприкінці життя наймолодшому чоловікові в роду. Якщо цього не зробити, мольфар важко і болісно помиратиме, бо брати чаклунство на «той світ» — великий гріх.
Споріднений персонаж — градівник (градобур, хмарник), здатний відганяти хмари та град. Іноді градівником називається мольфар, який керує хмарами й опадами.

## У мистецтві
Мольфари стали відомі широкому загалові завдяки повісті Михайла Коцюбинського «Тіні забутих предків» (1911) і знятому за її мотивами однойменному фільмові (1964).
Мольфари постають важливими персонажами таких книг, як «Вогненні стовпи» (2006) Романа Іванчука, «Відьмин хрест» (2010) Наталії Щерби, «Детективи з Артеку. Таємниці Кам'яних Могил» (2019) Андрія Бачинського, «Мала Глуша» (2022) Марії Галіної.
Назву «Мольфар» має пісня гурту «Kozak System», написана 2014 року. В липні 2022 за нею знято кліп.

## У сучасній культурі
Репутацію «останнього мольфара» Карпат мав Михайло Нечай, який на межі XX і XXI століть мешкав у Верхньому Ясенові. 15 липня 2011 року його вбив психічно хворий чоловік.
У популярному телешоу «Форт Буаяр», в українській версії 2004 року, роль мудрого Батька Фураса, що задає загадки, грав Богдан Ступка під іменем Мудрого Мольфара.
У 2015 році у Верховині був відкритий Музей гуцульської магії. У ньому представлені речі, якими користувались маги-мольфари.
Видання «Українська правда», посилаючись на громадський рух «Чесно», коментувало в 2022 році, що образ мольфарів нерідко використовують для маніпуляцій громадською думкою, щоб просувати ідею про «передбачення» перемоги чи поразки того чи іншого політика на виборах. Як писав «Детектор медіа», для українських теленовин стало типовим підвищувати собі рейтинги за рахунок тем пророцтв, містики, таро та мольфарів, які нібито передбачають недалеке майбутнє.